# John Vivyan
John Vivyan  (31 de mayo de 1915 – 20 de diciembre de 1983) fue un actor estadounidense, principalmente activo entre 1957 y 1970. Fue conocido por su papel del honesto y elegante jugador de la serie de aventuras de la CBS Mr. Lucky.

## Biografía
Su verdadero nombre era John C. Vivian , y nació en Chicago, Illinois. 
El debut en pantalla de Vivyan tuvo lugar a los 39 años de edad, en el episodio de 1949 "Two Sharp Knives" de la serie televisiva Studio One. En 1957 encarnó a Richard Goff, actuando junto a Broderick Crawford en el episodio "Nitro" de la serie televisiva Highway Patrol, y ese mismo año fue Hewitt en el capítulo "The Laura Hunter Story" del show de la CBS The Millionaire. Otros programas en los que participó en los años cincuenta fueron Harbor Command, State Trooper, y el show de Loretta Young para la NBC, para el cual fue Mack Barron en el episodio "The Little Witness".
Más adelante actuó en tres series de Warner Brothers emitidas por la ABC, Colt .45 (como George F. Foley en "The Mirage"), Sugarfoot (como Victor Valla en "Deadlock"), y 77 Sunset Strip (como Mitch en "The Girl Who Couldn't Remember"). 
Entre las actuaciones de Vivyan en la época figuran las siguientes: como LeBow en "Duel at the Oaks", del show western de la CBS Yancy Derringer, con Jock Mahoney; dos intervenciones como Mike deGraff en The Life and Legend of Wyatt Earp, de la ABC, serie protagonizada por Hugh O'Brian; dos actuaciones como Toby Clark en Rawhide, producción de la CBS; otras dos actuaciones en el show de la NBC Bat Masterson, con Gene Barry; cuatro trabajos, todos ellos con diferentes personajes, en el show western de la ABC Maverick, entre 1957 y 1959; una actuación en Tombstone Territory, en el capítulo "Desert Survival"; dos trabajos como Jason Hemp para la miniserie western Texas John Slaughter, emitida dentro del programa de la ABC Disneyland. 
Entre 1959 y 1961, Vivyan encarnó en nueve ocasiones a Lepke, mote del gánster Louis Buchalter, en el drama criminal de la NBC The Lawless Years. Cinco de sus actuaciones tuvieron lugar en el episodio "Louy K", el cual se dividió a su vez en varias entregas.
De las producciones en las que actuó en los años sesenta destacan las siguientes: la serie western Death Valley Days, en la que actuó en dos ocasiones en 1962; Empire, serie de la NBC protagonizada por Richard Egan, en la que encarnó a Shelly Hanson en el episodio de 1962 "Down There, the World"; The Lucy Show, sitcom de la CBS protagonizada por Lucille Ball, actuando en la entrega de 1963 "Lucy Becomes a Reporter"; y Petticoat Junction, en el papel de Lane Haggard en el episodio de 1964 "Visit from a Big Star".
A partir de 1970 Vivyan hizo muy pocas actuaciones. Una tuvo lugar en la serie de Efrem Zimbalist, Jr. para la ABC The F.B.I. Sus últimas dos interpretaciones tuvieron lugar en la CBS, una en 1982 como Mr. Mittenhoff en el episodio "Jennifer's and Johnny's Charity" de la sitcom WKRP in Cincinnati, y la segunda en 1983 como Farley en "Betty Grable Flies Again", dentro del programa de aventuras Simon and Simon.
John Vivyan falleció en 1983, a los 68 años de edad, en Santa Mónica (California). Fue enterrado en el Cementerio Westwood Village Memorial Park de Los Ángeles, California.